# Герасимова (притока Міусу)
Герасимова, Гарасимова — річка в Україні у Антрацитівському й Шахтарському районі Луганської й Донецької областей. Права притока річки Міусу (басейн Азовського моря).

## Опис
Довжина річки 11 км, похил річки 11 м/км, площа басейну водозбору 57,5 км², найкоротша відстань між витоком і гирлом — 13,39 км, коефіцієнт звивистості річки — 1,12. Формується декількома балками та загатами.

## Розташування
Бере початок на південно-східній стороні від селища Залісне. Тече переважно на південний схід через селище Бражине, село Латишеве й у селі Дмитрівка впадає в річку Міус.
Населені пункти вздовж берегової смуги: Лиманчук, Гірницьке, Никифорове.

## Цікаві факти
- У XX столітті на річці існували шахта Ремовська, газгольдер, водокачка та молочно-тваринна ферма (МТФ)[5].